# 奇尾拟双倍猛水蚤
奇尾拟双倍猛水蚤（学名：Paramphiascella langi）为双囊猛水蚤科拟双倍猛水蚤属的动物。分布于阿尔及利亚北岸阿尔及尔港以及中国大陆的福建等地，常栖息于咸淡水鱼池中或岩石上的植物层中。